# 432101 Ngari
432101 Ngari este o planetă minoră (asteroid), cu un diametru de 3,62 km, din centura de asteroizi. A fost descoperită pe 14 ianuarie 2009 la Lulin Observatory⁠(d) de Ye Quanzhi⁠(d). 
Obiectul prezintă o orbită caracterizată de o semiaxă mare de 3,0621698051924 UAi, o excentricitate de 0,16, o înclinație de 27,9 ° în raport cu ecliptica.